# Marquess of Buckingham

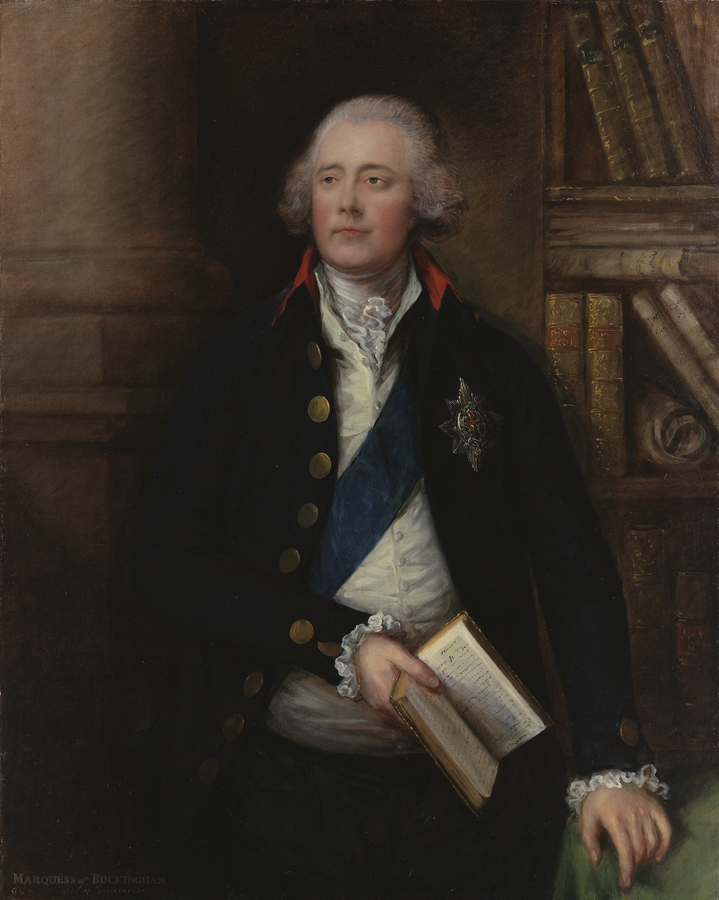
George Nugent-Temple-Grenville, 1. Marquess of Buckingham

Marquess of Buckingham war ein erblicher britischer Adelstitel, der je einmal in der Peerage of England und in der Peerage of Great Britain verliehen wurde. Der Titel war nach der englischen Stadt Buckingham benannt.

## Verleihungen
Der Titel wurde erstmals am 1. Januar 1618 in der Peerage of England dem Höfling und Militär George Villiers, 1. Earl of Buckingham verliehen. Diesem waren bereits am 27. August 1616 die Titel Viscount Villiers und Baron Whaddon, of Whaddon in the County of Buckingham, verliehen worden, sowie am 5. Januar 1617 der Titel Earl of Buckingham. Am 18. Mai 1623 wurde er zudem zum Duke of Buckingham und Earl of Coventry erhoben. Sein Sohn, der 2. Duke, erbte um 1663 von seiner Mutter auch den Titel 19. Baron de Ros. Bei dessen Tod am 16. April 1687 erloschen alle seine Titel, mit Ausnahme der Baronie de Ros, die in Abeyance fiel.
In zweiter Verleihung wurde der Titel am 4. Dezember 1784 in der Peerage of Great Britain für George Nugent-Temple-Grenville, 3. Earl Temple neu geschaffen. 1779 hatte er von seinem Onkel väterlicherseits die Titel 3. Earl Temple, 4. Viscount Cobham und 4. Baron Cobham geerbt. Sein Sohn, der 2. Marquess, wurde am 4. Februar 1822 auch zum Duke of Buckingham and Chandos, Marquess of Chandos und Earl Temple of Stowe erhoben. Beim Tod von dessen Enkel, dem 3. Duke, am 26. März 1889, der keine männlichen Nachkommen hinterließ, fiel der Titel Earl Temple of Stowe aufgrund einer besonderen Erbregelung in weiblicher Linie an seinen Neffen William Temple-Gore-Langton als 4. Earl; die Titel Viscount Cobham und Baron Cobham fielen an seinen entfernten Verwandten Charles Lyttelton, 5. Baron Lyttelton als 8. Viscount; seine übrigen Titel erloschen.

## Liste der Marquesses of Buckingham

### Marquesses of Buckingham, erste Verleihung (1623)
- George Villiers, 1. Duke of Buckingham (1592–1628)
- George Villiers, 2. Duke of Buckingham (1628–1687)

### Marquess of Buckingham, zweite Verleihung (1784)
- George Nugent-Temple-Grenville, 1. Marquess of Buckingham (1753–1813)
- Richard Temple-Nugent-Brydges-Chandos-Grenville, 1. Duke of Buckingham and Chandos, 2. Marquess of Buckingham (1776–1839)
- Richard Temple-Nugent-Brydges-Chandos-Grenville, 2. Duke of Buckingham and Chandos, 3. Marquess of Buckingham (1797–1861)
- Richard Temple-Nugent-Brydges-Chandos-Grenville, 3. Duke of Buckingham and Chandos, 4. Marquess of Buckingham (1823–1889)